# Letterzetter (insect)
De letterzetter  (Ips typographus) is een hout-etende kever die behoort tot de familie van de snuitkevers (Curculionidae) en de onderfamilie van de schorskevers (Scolytinae). 
De kever is bruin, vooraan wat donkerder dan aan de achterzijde, en met een lengte van 4,5 tot 5 millimeter relatief klein. Vanwege de vraat aan het floëem van levend hout wordt de letterzetter beschouwd als een van de schadelijkste kevers ter wereld. De bomen raken verzwakt en kunnen uiteindelijk sterven doordat de sapstromen worden verstoord door de vraatgangen van met name de larven. In ietwat verzwakte houtopstanden kan de soort zich massaal vermenigvuldigen en grote schade aanrichten in natuurlijke bossen en in de bosbouw. Een lokaal ecosysteem kan daardoor geheel veranderen. 
De letterzetter heeft zich gespecialiseerd op de fijnspar (Picea abies) maar leeft ook in bomen uit de geslachten den (Pinus), spar (Picea) en lariks (Larix). Doordat de dieren waardevol timmerhout doorzeven met hun vraatgangen en het hout waardeloos maken, richten zij grote economische schade aan.
Van origine komt de kever voor in delen van Europa en Azië; in Europa van Scandinavië tot het noorden van Italië. Als gevolg van de internationale export van planten en bomen is deze soort vanaf het einde van de twintigste eeuw echter ook aangetroffen in andere werelddelen. 

## Namen en indeling

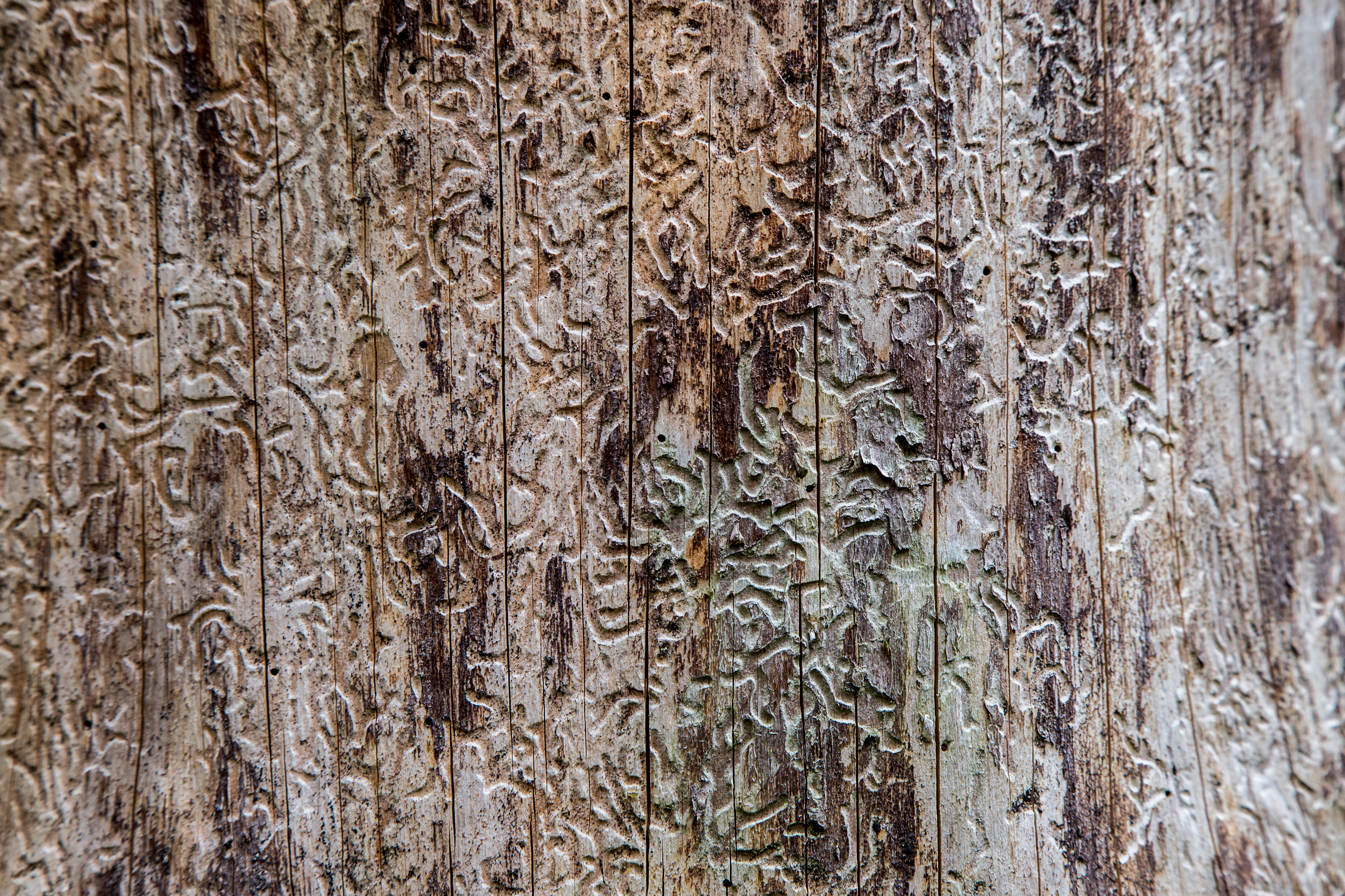
De letterzetter dankt zowel zijn Nederlandstalige en wetenschappelijke naam aan de complexe gangen die de larven en de kevers uitknagen in het hout van bomen.

De wetenschappelijke naam van de soort werd in 1758 als Dermestes typographus gepubliceerd door Carl Linnaeus in de tiende editie van Systema naturae. De kever is daarna onder verschillende wetenschappelijke namen beschreven, zoals Ips japonicus Niisima, 1909, Bostrichus octodentatus Paykull, 1800 en Ips octodentatus Paykull, 1800. Deze namen worden beschouwd als synoniemen. 
De Nederlandstalige naam verwijst naar het patroon van de gangen in het hout, dat doet denken aan loodzetsel in een letterkast. Andere namen zijn boekdrukker en achttandig bastkevertje. Deze laatste naam verwijst naar puntige uitsteeksels achteraan de dekschilden. 
Ook in diverse andere talen heeft de soort meerdere namen. Sommige slaan op de stekels aan de achterzijde van de dekschilden zoals de Engelse namen 'eight-toothed spruce bark beetle', 'eight-dentate beetle' en 'eight-spined beetle', en de Duitse naam 'großer achtzähniger fichtenborkenkäfer'. Andere benamingen slaan op de levenswijze in het hout van bomen, zoals bostrico dell'abete rosso (Italiaans, 'sparren-schorskever'), granbarkborre ( Zweeds, 'vuren-schorskever') en Buchdrucker (Duits, 'boekdrukker'). Ook in de Engelse taal staat de kever wel bekend onder namen die wijzen op de hout-etende levenswijze zoals (European) spruce bark beetle, bark beetle, en engraver beetle.

### Indeling
De letterzetter behoort tot familie van de snuitkevers en de onderfamilie van de schorskevers (Scolytinae). De meeste snuitkevers hebben een langwerpige snuit (rostrum), maar die ontbreekt bij de schorskevers. De onderfamilie schorskevers wordt vertegenwoordigd door sterk gespecialiseerde soorten die vrijwel altijd onder de bast van bomen en grotere planten leven en daar van het spinthout eten. Soorten die levende planten aanvreten zijn altijd schadelijk voor hun waardplant omdat ze de sapstromen verstoren. Enkele soorten, waaronder de letterzetter, kunnen zich vermeerderen tot plagen en zijn veel schadelijker zijn dan verwante soorten. 
Andere schadelijke schorskevers in Nederland zijn de iepenspintkevers uit het geslacht van de spintkevers (Scolytus). Deze soorten komen ook voor in België en zijn voornamelijk gebonden aan iepen. Een zeer beruchte soort is Euwallacea fornicatus, die naast vraatschade ook verschillende plantenschimmels overbrengt. Deze kever komt nog niet algemeen voor in de Benelux, maar wordt als een potentieel gevaar gezien.

## Uiterlijke kenmerken

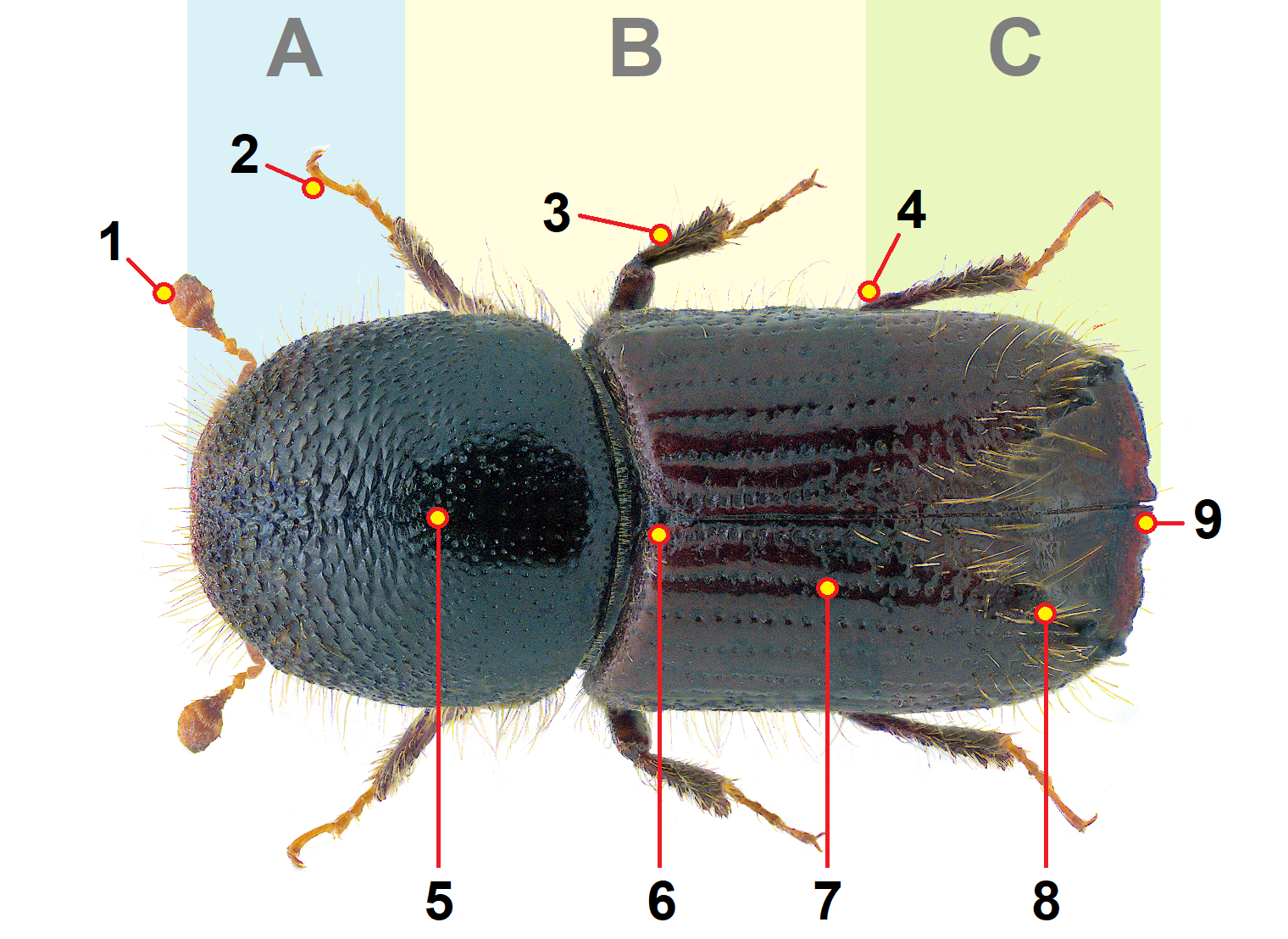
Belangrijkste lichaamsdelen van de kever.

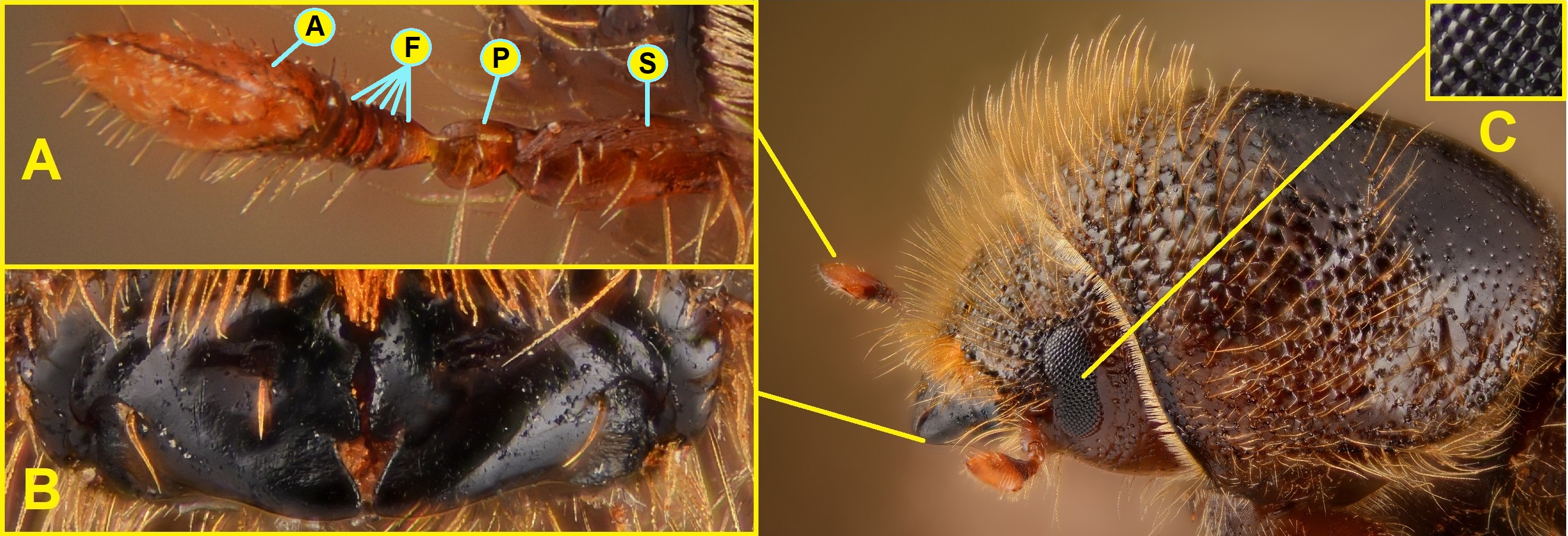
Belangrijkste delen van de kop, afgebeeld is een vrouwtje.

De letterzetter is bruin tot donkerbruin of bijna zwart en bereikt een lichaamslengte van 4,0 tot 5,5 millimeter exclusief de poten en antennes. Het lichaam is 2,3 tot 2,5 keer langer dan breed. Het oppervlak is deels glad met putjesrijen en deels bezet met lichter gekleurde beharing. Net als veel andere schorskevers heeft de letterzetter een bijna cilindrisch lichaam met een onderstandige kop die geheel onder het sterk vergrote halsschild is gelegen. De bijna ronde doorsnede is een aanpassing op de borende levenswijze en het leven in smalle tunnels. 
Bij verwante soorten uit het geslacht Ips hebben de aanhangsels bij de vrouwtjes een andere vorm dan bij de mannetjes, maar bij de letterzetter is er geen duidelijk verschil; het geslacht alleen worden vastgesteld door de geslachtsorganen van de dieren uit te prepareren. Alleen de mannetjes hebben een aedeagus, een penisachtig orgaan. 

### Kop
De kop is aan de bovenzijde niet zichtbaar omdat deze geheel onder het halsschild is gepositioneerd. De antennes van de kever zijn relatief kort, het antennelid dat aan de kop is gehecht, de scapus, is verbreed en het tweede antennelid, de pedicel, is bijna kogelrond. De overige antenneleden (de flagella) zijn erg kort en lijken een enkel deel te vormen. Het uiteinde van de antenne is knotsvormig.

### Borststuk
Het borststuk bestaat uit drie delen die ieder één paar poten dragen aan de onderzijde en de voorste twee delen dragen daarnaast een paar vleugels aan de bovenkant. Het voorste deel van het borststuk wordt beschermd door het pronotum of halsschild. 
Het pronotum is aan de bovenzijde bijna kogelrond van vorm en is donkerbruin tot zwart van kleur. Het oppervlak is voorzien van regelmatig verspreide putjes die het geheel een ruwe structuur geven. Het pronotum beschermt niet alleen de kop maar ook het voorste deel van het borststuk of thorax. Achter het pronotum zijn de dekschilden gelegen, die het achterste deel van het borststuk en het gehele achterlijf of abdomen bedekken. De dekschilden hebben meestal een lichtere kleur dan het halsschild en zijn voorzien van lengtegroeven die bestaan uit in rijen gerangschikte putjes. Bij de meeste kevers hebben de dekschilden een plat oppervlak maar bij de soorten uit het geslacht Ips hebben de dekschilden aan de achterzijde een opstaande kam. 
Deze kam loopt van de middennaad schuin naar de buitenzijde van de vleugelrand en is voorzien van vier stekels aan iedere zijde. De derde stekel, vanaf de voorzijde bezien, is het langst en is meer afgerond aan de bovenzijde. Het dekschildoppervlak achter deze kammen is duidelijk verzonken en heeft een afwijkende kleur. Dit achterste deel van de dekschilden doet wat vettig aan en heeft een meer glanzend oppervlak. De putjesrijen ontbreken hier waardoor het lijkt alsof de dekschilden zijn afgeknot tot aan de kammen en het achterste deel van het achterlijf bloot ligt. 
Tussen de dekschilden is aan de voorzijde het schildje of scutellum aanwezig. Deze is sterk verkleind in vergelijking met andere keversoorten en heeft een diepzwarte kleur. Zowel het halsschild als de dekschilden zijn voorzien van een fijne, lichtgele beharing. De beharing bestaat uit korte tasthaartjes die setae worden genoemd. Deze zijn met name aan de voorzijde van het halsschild, de zijkanten van het lichaam en aan de achterzijde van de dekschilden aanwezig. 
De poten zijn aan het lichaam gehecht met de coxa of heup die vanaf de bovenzijde niet geheel zichtbaar is. Aan de heup is de scheen of tibia gelegen. Deze is bij de letterzetter sterk zijwaarts afgeplat en is voorzien van kleine doorntjes. De 'voeten' worden wel de tarsi genoemd, en zijn voorzien van kleine haakjes waarmee de kever zich aan de ondergrond kan hechten.

### Achterlijf
Het achterlijf wordt volledig verborgen onder de dekschilden en maakt het grootste deel van het lichaam uit. In het achterlijf bevinden zich het spijsverteringskanaal, het grootste deel van het ademhalingsapparaat en aan de achterzijde zijn de voortplantingsorganen gelegen. Het achterlijf wordt aan de bovenzijde beschermd door verharde platen die tergieten worden genoemd; aan de onderzijde zijn eveneens dergelijke platen aanwezig, de sternieten.

### Onderscheid met andere soorten
Veel andere schorskevers die in het milieu van de letterzetter voorkomen zijn gemakkelijk te onderscheiden aan de gladde dekschilden die geen kammen dragen, zoals de sparrenbastkever (Dendroctonus micans). De letterzetter is voornamelijk te verwarren met andere soorten uit het geslacht Ips. Veel soorten uit deze groep komen echter alleen voor in andere werelddelen zodat verwarring in het veld niet mogelijk is. Voorbeelden zijn Ips borealis en Ips calligraphus die leven in Noord-Amerika en Ips subelongatus, die alleen voorkomt in Azië. 
De letterzetter is te onderscheiden van verwante soorten door de vorm van de acht kleine, doornachtige uitsteeksels aan de achterzijde van de dekschilden. Ook plaatsing en lengte van de stekels zijn belangrijke determinatiekenmerken.

## Verspreiding en habitat

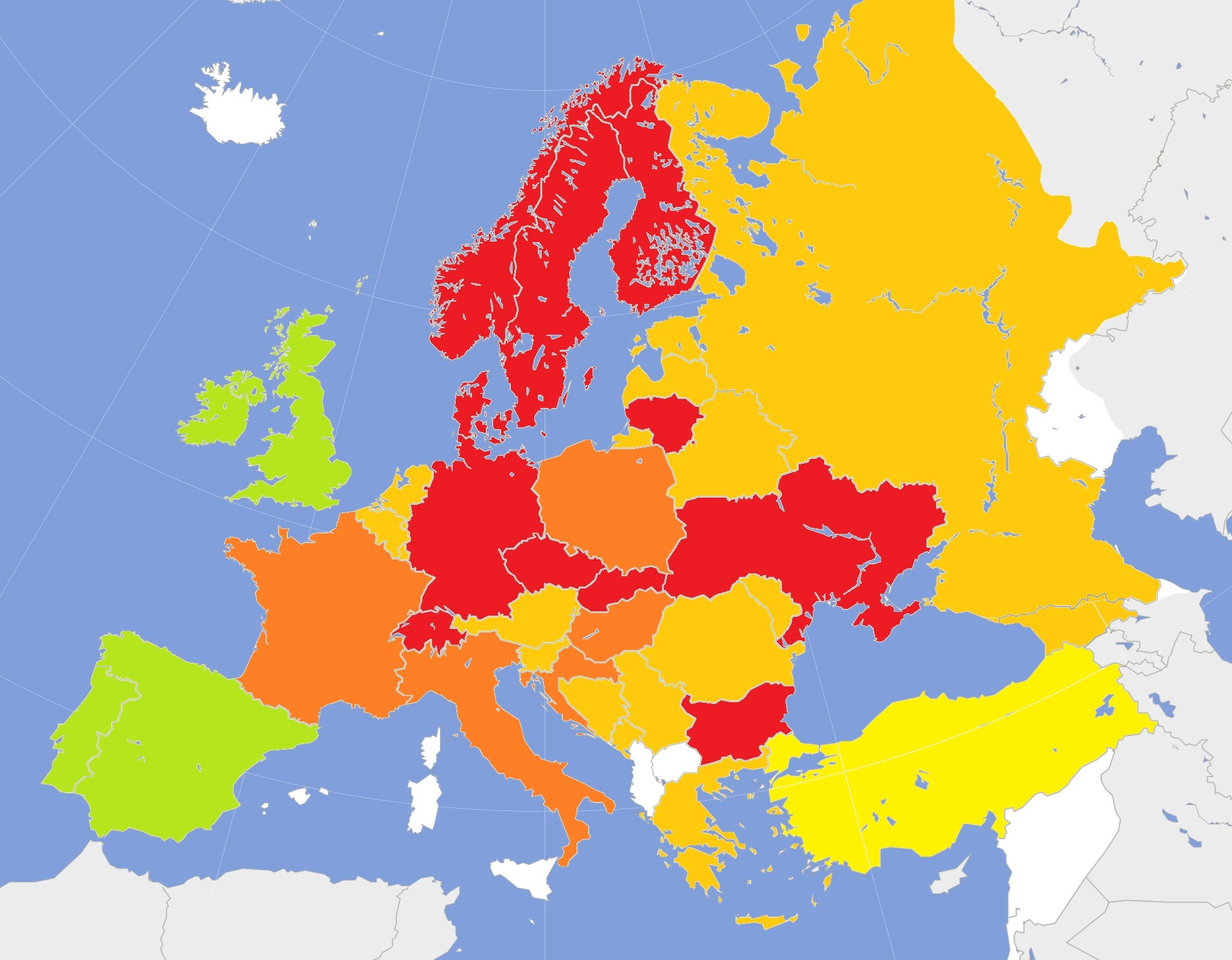
Verspreiding van de letterzetter in Europa.

De letterzetter is een Euraziatische soort die in Europa voorkomt van Scandinavië in het noorden tot noordelijk Italië in het zuiden. De soort wordt in het noorden van het areaal gevonden tot de boomgrens.
Hoewel de letterzetter voorkomt in een groot deel van Europa, verschilt het verspreidingsdichtheid per land. In een aantal landen komt de kever niet voor maar worden toch af en toe exemplaren aangetroffen. Dit is het geval in Spanje, Portugal en het Verenigd Koninkrijk (aangegeven met groen in de verspreidingskaart). In Turkije komt de kever wel voor maar is hier zeldzaam (aangegeven met geel).
In andere landen komt de kever wel voor maar is niet bekend wat de verspreidingsdichtheid is. Dit is het geval in de landen België, Bosnië en Herzegovina, Estland, Georgië, Griekenland, Letland, Liechtenstein, Luxemburg, Moldavië, Montenegro, Nederland, Oostenrijk, Roemenië, Rusland, Servië, Slovenië en Wit-Rusland (licht oranje). 
De letterzetter heeft zich verder gevestigd in Frankrijk, Hongarije, Italië, Kroatië en Polen maar heeft hier een beperkt verspreidingsgebied (donker oranje). In elf landen komt de soort algemeen voor, dit is het geval in Bulgarije, Denemarken, Duitsland, Finland, Litouwen, Noorwegen, Oekraïne, Slowakije, Tsjechië, Zweden en Zwitserland (rood).

## Voortplanting en ontwikkeling

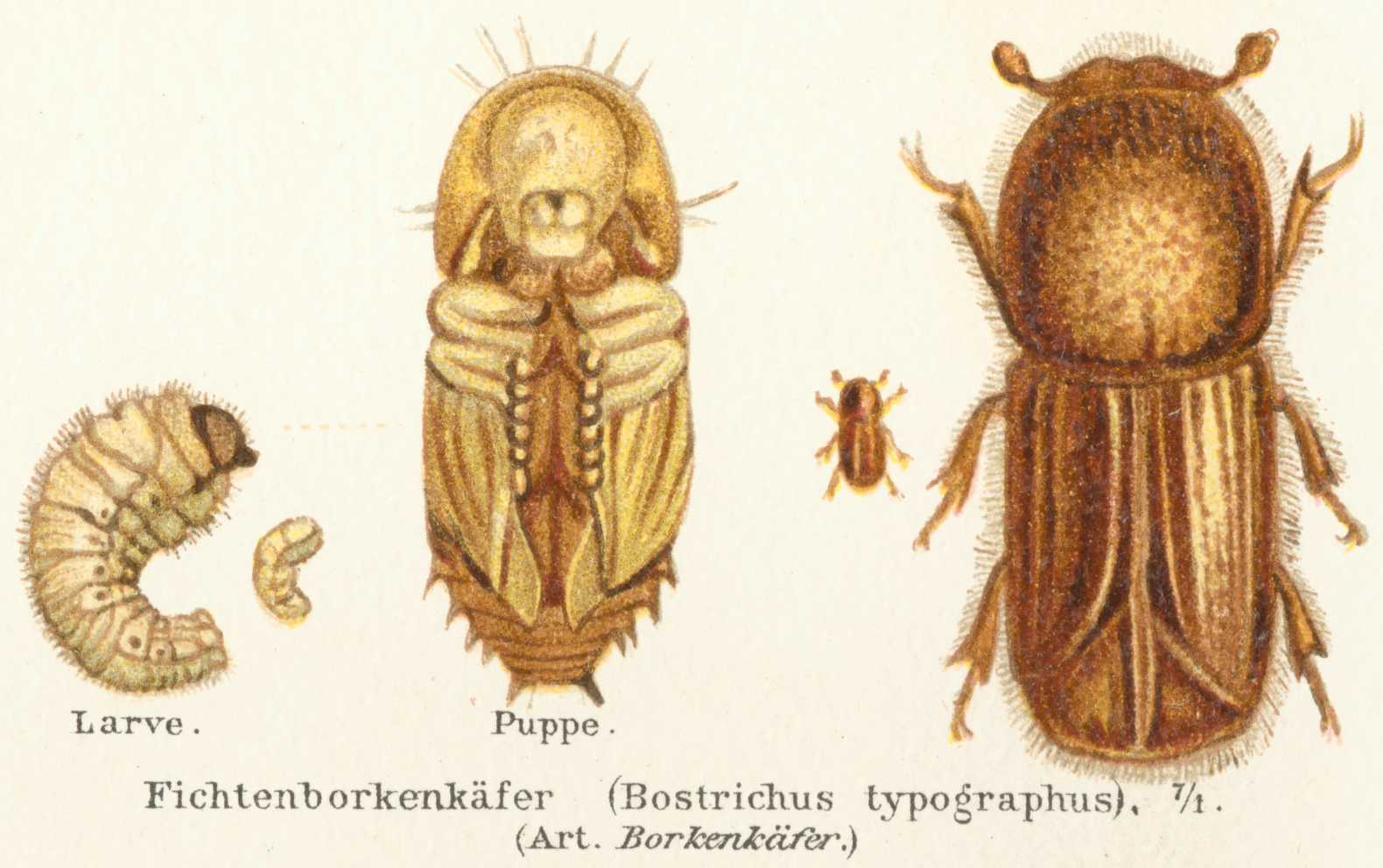
Schets van de larve, pop en kever uit de Meyers Konversations-Lexikon uit 1888

De mannetjes scheiden lokstoffen af, zogenaamde feromonen, die een onweerstaanbare aantrekkingskracht hebben op de vrouwtjes. Dergelijke complexe chemische verbindingen zijn niet waarneembaar voor mensen. Ze worden door de kevers zelf biochemisch samengesteld door de terpenoïden uit de opgenomen hars van de boom om te zetten in de vluchtige verbindingen. Er zijn ook vermoedens dat de kevers 'negatieve' feromonen kunnen afscheiden, om aan soortgenoten duidelijk te maken dat een boom al te ver is aangetast om een nieuwe generatie te herbergen. Hierdoor worden de kevers afgeschrikt in plaats van aangetrokken. De kevers hebben deze indirecte vorm van communicatie ontwikkeld omdat ze een verborgen leven leiden onder de boomschors en in de gangen in het hout. 
De letterzetter produceert een tot twee generaties per jaar, afhankelijk van de omgevingsomstandigheden, met name temperatuur. In bergstreken en in het uiterst noordelijke deel van het verspreidingsgebied komt slechts een enkele generatie per jaar voor vanwege de lagere temperaturen. De eerste generatie kevers is actief van april tot mei en in juli tot augustus vormt zich in gematigde streken een tweede generatie. Bij een hogere temperatuur ontwikkelen de dieren zich aanmerkelijk sneller en volgt een derde generatie. Deze is vaak veel talrijker dan de eerste en tweede generatie bij elkaar maar dit komt alleen voor bij gunstige weersomstandigheden zoals een lange en warme zomer.
Voorafgaand aan de paring knaagt het mannetje een centrale paringskamer uit in het hout. Het mannetje scheidt feromonen af via zijn uitwerpselen en hier komen twee of meer vrouwtjes op af die vervolgens bevrucht worden. De letterzetter is een polygame soort, de mannetjes paren met meerdere vrouwtjes. De zwangere vrouwtjes eten zich een weg door het hout en creëren zo ieder een eigen 'moedergang', dit is een brede hoofdgang die diep het hout in loopt. Als er meerdere vrouwtjes zijn, eten ze ieder een eigen gang waarbij de gangen van elkaar af lopen. 

### Ei
Om de paar millimeter maakt het vrouwtje een kleine holte waarin het ei wordt afgezet. Aan beide zijden van de gang worden eieren geplaatst. Het vrouwtje is drie weken of langer bezig om alle eieren af te zetten, als het laatste ei is geplaatst is de larve van het eerste ei al halverwege de ontwikkeling.
De eieren van de letterzetter zijn witgrijs van kleur en rond van vorm. Ze hebben een doorsnede van minder dan een millimeter en zijn nauwelijks met het blote oog te zien. Een vrouwtje zet ongeveer dertig tot tachtig eieren af in de gang. Na ongeveer een tot twee weken komt het ei uit, afhankelijk van de weersomstandigheden. 

### Larve

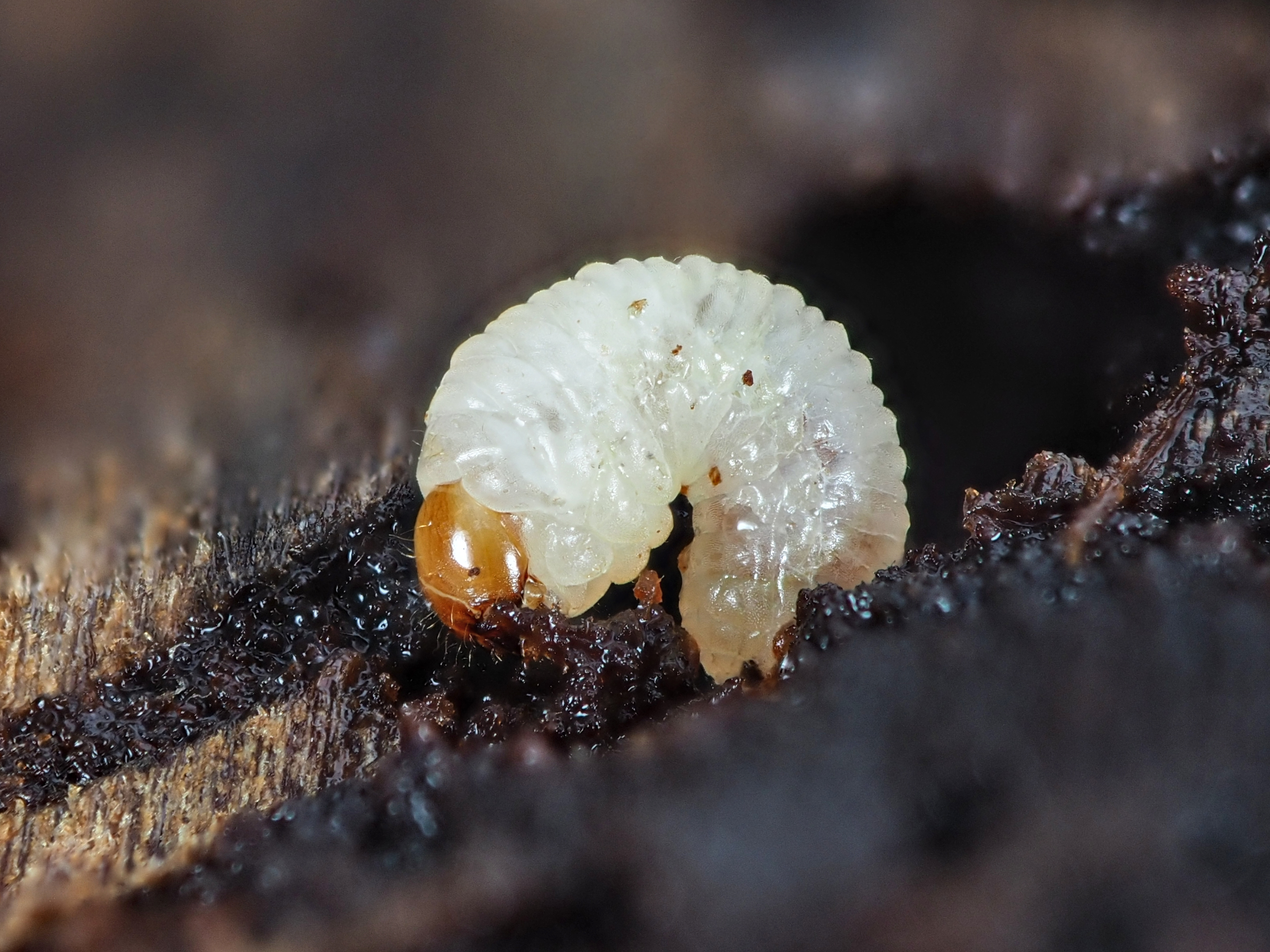
Een larve met het typische engerling-achtige lichaam

De larven zijn wit van kleur en hebben een cilindrische lichaamsvorm. De lichaamsbouw is engerling-achtig, de larven hebben echter geen poten. Ze hebben een verhard kopkapsel ter bescherming waardoor de kop bruin van kleur is. Ook de kaken van de larven hebben een dikke chitinelaag om zich door het hout te eten en hebben eveneens een bruine kleur. Het lichaam is half doorzichtig en de organen zijn door de huid te zien. Aan weerszijden zijn oranje gekleurde ademopeningen of stigmata te zien. Over het gehele lichaam is een korte, niet al te dichte beharing aanwezig. 
De zich ontwikkelende larven eten zich haaks op de moedergang een weg dieper het hout in. Bij de schorskevers is uit het exacte vraatpatroon  vaak af te leiden om welke soort het gaat. De larvengangen van de letterzetter zijn te herkennen aan het aantal vrouwtjes dat zich verspreid vanuit de paringskamer. Dit kan bij de letterzetter oplopen tot zeven en het aantal eieren per gang bedraagt maximaal tachtig. Hierdoor kan een enorm netwerk van moedergangen en larvengangen ontstaan waaraan de soort te herkennen is en waaraan hij zijn naam te danken heeft. De larvengangen waaieren sterk uit en zijn wat gekromd; zo kunnen de larven meer hout weg eten zonder elkaar in de weg te zitten. De larvengangen kruisen elkaar nooit. Aangezien de larven steeds groter worden, worden de vraatgangen ook steeds breder. Na ongeveer een maand zijn de larven volledig ontwikkeld. Aan het einde van de larvengang wordt dan een klein kamertje uitgegeten, de popkamer, waarin de verpopping plaatsvindt.

### Pop
De pop heeft aanvankelijk een witte kleur en wordt later bruin. De pop is exaraat wat wil zeggen dat de poten en vleugels niet in de pop zijn opgenomen en duidelijk zichtbaar zijn. De pop kan zich vrij bewegen, dit wordt een pupa libera genoemd. De pop wordt ongeveer even lang als de volwassen kever; het bereikt een lengte van ongeveer 4,0 tot 5,5 millimeter. Als de kever uit de pop sluipt is de lichaamskleur de eerste tijd nog lichtbruin, later hardt het exoskelet uit en wordt de kleur donkerder.
Het popstadium duurt enkele weken waarbij het lichaam van de larve wordt omgebouwd tot een volwassen kever. Soms worden overwinterende poppen of zelfs larven aangetroffen maar deze zijn veel kwetsbaarder dan de volwasdsen kevers.

### Imago
De kever overwintert als imago (adult) onder de schors van bomen, onder boomstronken of in de humus- of strooisellaag op de bodem. Ze graven zich dan ongeveer zes tot acht centimeter in. De volwassen kevers worden weer actief als de temperatuur van de buitenlucht boven de achttien graden komt en de bodemtemperatuur boven de acht graden.

## Voedsel

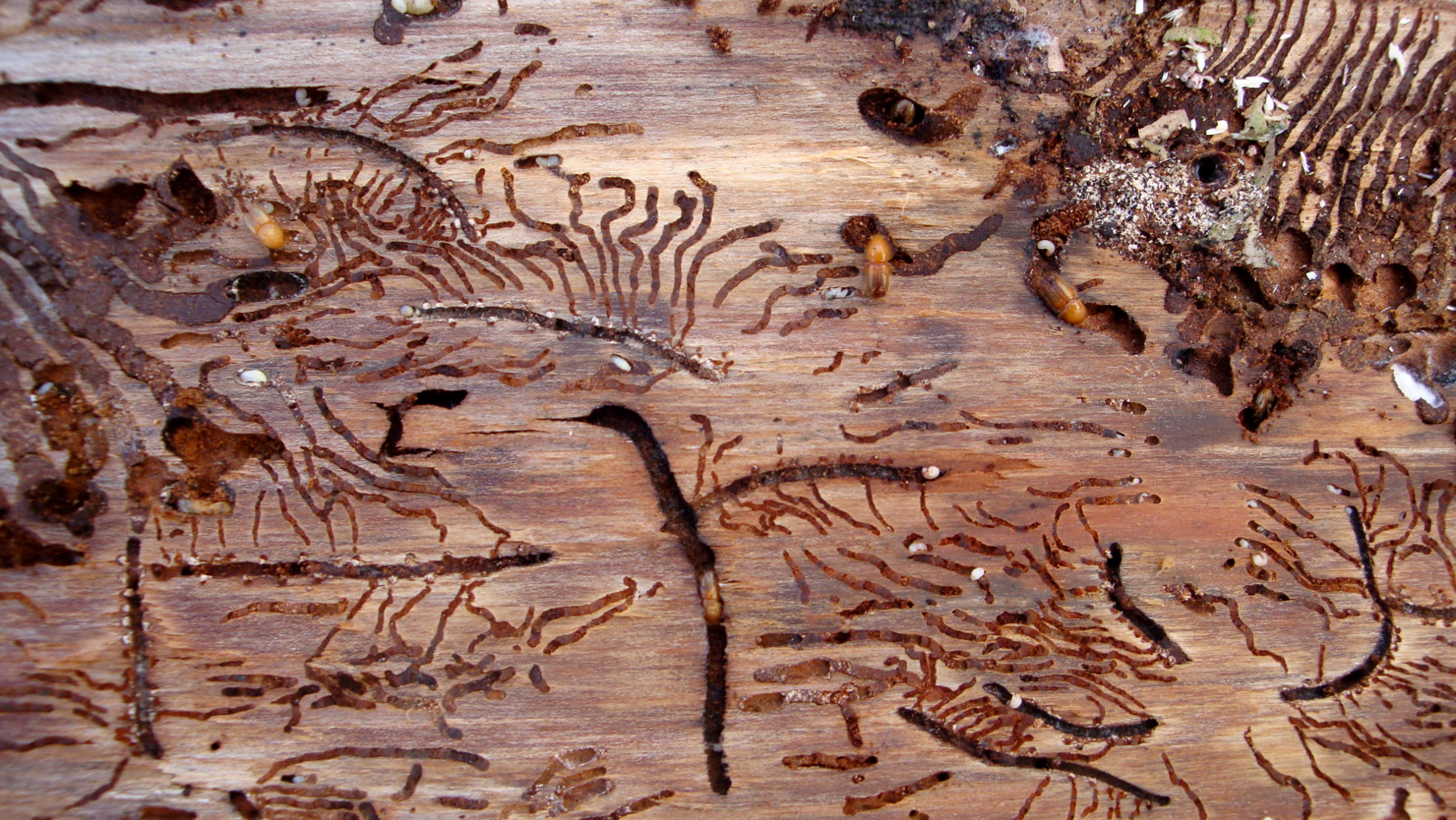
Typische vraatschade in een boom waarbij zowel de kevers als oudere en jongere larven te zien zijn.

Net als andere schorskevers leeft de letterzetter van hout, wat xylofaag wordt genoemd. In het geval van de letterzetter wordt het floëem gegeten, dit is het levende weefsel van het hout van planten. De belangrijkste voedselplanten (of waardplanten) van de letterzetter zijn soorten uit het geslacht spar (Picea), en dan met name de fijnspar (Picea abies). Ook andere soorten vallen ten prooi aan de kever, zoals de gewone zilverspar (Abies alba) en de Kaukasische zilverspar (Abies nordmanniana). Daarnaast worden bomen uit het geslacht den (Pinus) en lariks (Larix) aangetast. Omdat de kever alleen soorten eet die tot de dennenfamilie (Pinaceae) behoren, is de kever oligofaag.
De fijnspar is een van de meest algemene boomsoorten in de naaldbossen van Europa in de subalpine zones, de boreale zone en de meeste bergstreken. Normaal gesproken worden alleen oudere bomen aangetast van ten minste 60 of 70 jaar. De kever tast in principe alleen verzwakte bomen aan die al aan het einde van hun leven zijn. Gezonde naaldbomen verdedigen zich door hars af te scheiden als ze worden aangeknaagd. 
Bij gebrek aan verzwakte bomen, of als de kever door zeer gunstige omstandigheden in grote aantallen voorkomt is echter geen enkele sparrenboom meer veilig. Jonge, gezonde bomen worden dan ook belaagd en raken verzwakt waardoor de kevers zich snel kunnen vermeerderen. De letterzetters lokken elkaar hierbij met feromonen om gezamenlijk de aanval op een gezonde boom in te zetten. Daarvoor zijn ongeveer 4000 tot 6000 letterzetters nodig. De boom kleurt dan geleidelijk bruin bij gebrek aan voedingstoffen en kan afsterven.

### Lijst van waardplanten
In de onderstaande tabel is een lijst weergegeven van alle bekende waardplanten, met de bijbehorende bron. 
| - Fijnspar (Picea abies) - Gewone zilverspar (Abies alba) - Mantsjoerijse zilverspar (Abies holophylla) - Oost-Siberische zilverspar (Abies nephrolepis) - Kaukasische zilverspar (Abies nordmanniana) - Sachalin-zilverspar (Abies sachalinensis) - Siberische zilverspar (Abies sibirica) |
| Den (Pinus) |
| - Alpenden (Pinus cembra) - Koreaanse den (Pinus koraiensis) - Siberische den (Pinus sibirica) - Grove den (Pinus sylvestris) - Bosnische den (Pinus heldreichii) - Bergden (Pinus mugo) - Macedonische den (Pinus peuce)                                                                   |
| Spar (Picea) |
| - Picea glehnii - Jezospar (Picea jezoensis) - Kaukasische spar (Picea orientalis) - Servische spar (Picea omorika) - Sitkaspar (Picea sitchensis) - Siberische spar (Picea obovata) - Blauwe spar (Picea pungens) - Douglasspar (Pseudotsuga menziesii)                                    |
| Lork (ook wel larix of lariks) (Larix) |
| - Europese lork (Larix decidua) - Siberische lariks (Larix sibirica) |

## Ecologie

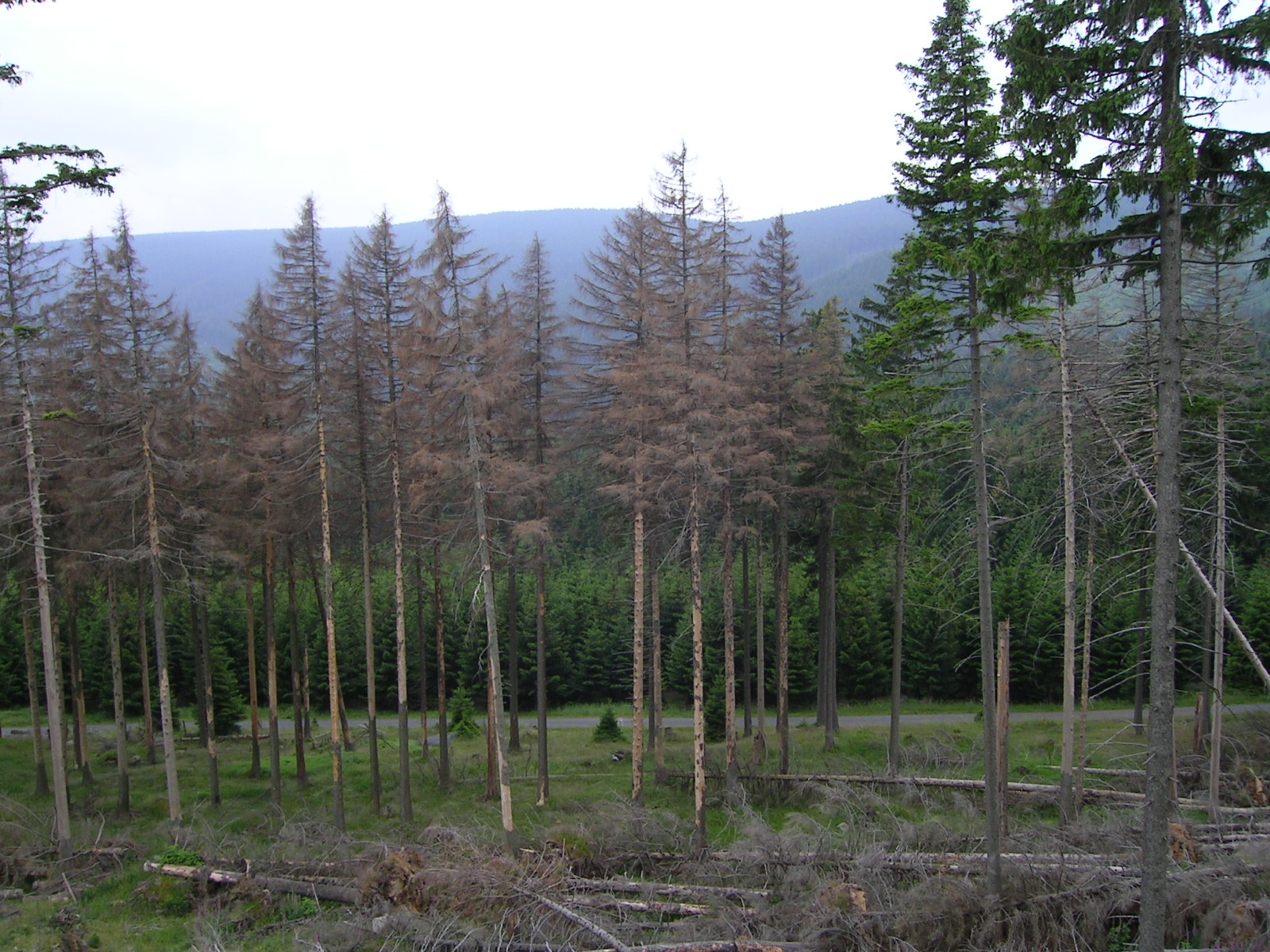
Aantasting van een bos in Nationaal Park Harz (Duitsland)

Schorskevers zoals de letterzetter spelen normaal gesproken een rol als afbrekers van dood hout door zieke en gestorven bomen aan te tasten. Deze sterven uiteindelijk af en worden omgezet in mineralen die dienen als voedsel voor een nieuwe generatie bomen en andere planten. De kevers staan hierdoor aan de basis van de verjonging van oudere bossen. Veel dier- en plantensoorten hebben voordeel bij het verdwijnen van een deel van de dennenbomen omdat er dan meer licht valt op de bosbodem en er open plekken ontstaan die gekoloniseerd kunnen worden door licht- of warmteminnende soorten. De letterzetter heeft geen voorkeur voor een bepaalde hoogte in de boom en kan zowel aan de basis als nabij de boomtop te vinden zijn. 
Als een dennenboom door insecten wordt aangevreten worden deze door harsvorming geweerd. Als een boom verzwakt is dan is dit niet meer voldoende en kan de boom ten gronde gericht worden. Deze vorm van afweer wordt echter zwakker als bomen ouder worden of als ze verzwakt zijn door andere oorzaken. Voorbeelden van dergelijke schades zijn droogte, aantasting door schimmels, een rupsenplaag, schade door sneeuwval, langdurige droogte, hevige luchtvervuiling of sterke windschade (ook wel windworp genoemd).
Deze verzwakte bomen worden in eerste instantie bezocht door enkele mannelijke kevers. Deze zoeken op de schors naar een geschikte plaats om zich naar binnen te boren. Als de larven uiteindelijk volgroeid zijn, verpoppen ze zich en na circa zes weken vanaf de afzet van de eieren komen de kevers uit de poppen. Ze boren zich naar buiten en vliegen uit naar een volgende boom waar de tweede cyclus aanvangt. In de noordelijke streken overwinteren de larven van deze tweede lichting onder de schors of bij de wortels van de boom. In warmere streken kan de derde generatie overwinteren. Op deze manier kan de letterzetter zich in de volgende lente bij droog, warm en windstil weer redelijk snel vermeerderen.
Windworp ontstaat met name na een grote storm en de schade aan bossen kan dan zeer aanzienlijk zijn. Vaak worden grote delen van bossen vernield. Voorbeelden van grote stormen in Europa waren Vivian in maart 1990 en Lothar in december 1999. De schade aan de bossen als gevolg van de stormen was al groot maar de uitbraken van de letterzetter die erop volgden veroorzaakten een nog grotere verwoesting van de Europese naaldbossen. Deze stormen en de daaropvolgende keverinvasie waren de aanleiding voor grootschalige onderzoeken naar de levenswijze, ecologie en de economische impact van de kever, alsmede de bestrijding ervan.
In gebieden waar strenge winters voorkomen kunnen zowel eieren als de larven, poppen en volwassen dieren worden overvallen door een laag sneeuw. De meeste volwassen kevers (93 tot 98%) overleven een dergelijke sneeuwlaag maar de eieren, larven en poppen sterven af. Van de volwassen kevers die zich boven de sneeuwlaag proberen te overwinteren overleeft maximaal 35 procent. Bij een temperatuur van bijna -30 graden Celsius sterven alle volwassen kevers. De larven hebben een temperatuurtolerantie tot -13 graden en de poppen tot -17 graden.
De letterzetter is een goede vlieger die lange vluchten kan maken. De kever kan acht tot dertien uur onafgebroken vliegen en legt daarbij een afstand af van twaalf respectievelijk 36 kilometer. Daarnaast wordt het dier soms geholpen door luchtstromingen, lokale windvlagen en met name door grote stormen om zich relatief snel over grote afstanden te verspreiden. De kever kan anemochorisch waarschijnlijk een afstand afleggen tot 43 kilometer.

### Klimaatverandering
De gevolgen van klimaatverandering kunnen de verspreiding van de letterzetter mogelijk stimuleren, evenals de schade vergroten die de kever aanricht. Door de verwachte hogere temperaturen kunnen de larven en poppen zich sneller ontwikkelen en door droge periodes in de zomer kunnen de sparren sneller uitdrogen waardoor ze vatbaarder worden voor aantasting. In het Beierse Woud in Duitsland verdwenen tussen 1992 en 2000 sparrenbomen in een gebied van 3700 hectare.
In weermodellen komen bij een opwarmend klimaat meer stormen voor die voor meer windschade zullen zorgen wat de opmars van de kever positief zal beïnvloeden. De hogere temperaturen zullen tevens de vliegtijd van de letterzetter verlengen waardoor de soort zich efficiënter kan verspreiden. Het is aannemelijk dat de kever zich verder naar het noorden van Scandinavië zal verplaatsen waar het dier veel schade aan kan richten. In noordelijk Europa bestaan de bossen niet alleen uit dennenbomen maar ook uit gemengde bossen.

## Vijanden

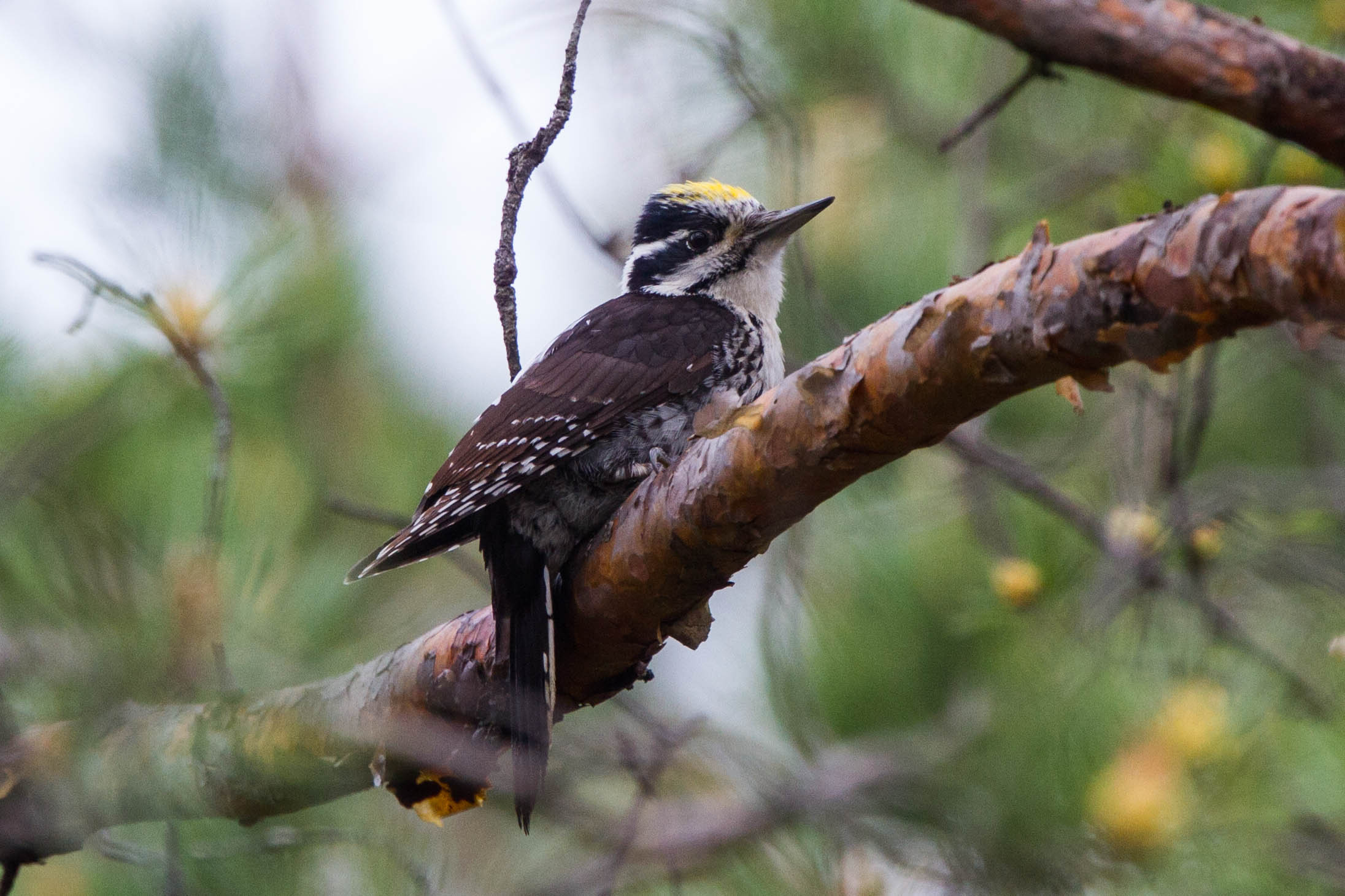
De drieteenspecht is een belangrijke vijand van schorskevers zoals de letterzetter.

De letterzetter wordt geparasiteerd door verschillende pathogenen, zoals schimmels, bacteriën, verschillende protisten en een virus. Daarnaast worden de kevers gegeten door vijanden zoals vogels en insecten. 

### Virussen en bacteriën
Van slechts één virus is bekend dat het de kever kan aantasten, het Ips typographus entomopoxvirus (ItEPV). Dit virus tast alleen de volwassen kevers aan. Hoe hoog de sterfte is en wat het virus precies doet met het lichaam van de kever is nog onbekend. 
Ook verschillende bacteriën komen voor op de kever maar de meeste zijn waarschijnlijk commensaal en richten geen schade aan. De bacterie Bacillus thuringiensis, die vaak gebruikt wordt om insecten te doden, heeft geen negatief effect op de kever. Een andere bacterie, Serratia liquefaciens, heeft wel een groot potentieel om de kever te bestrijden aangezien deze soort meer dan 53 procent van de kevers doodt.

### Protozoa
De amoebe Malamoeba scolyti, die behoort tot de Amoebozoa, leeft voornamelijk op schorskevers en is daar ook naar vernoemd. De amoebe verstoort de mobiliteit van de kever zodat deze zich slechter kan bewegen, niet meer kan vliegen en uiteindelijk sterft. De protozoën Gregarina typographi en Menzbieria typographi behoren tot de Apicomplexa en zijn beide naar de kever vernoemd. Ze hebben zich sterk gespecialiseerd in de letterzetter en leven voornamelijk in de gangen van de keverpopulaties. Ze infecteren het dier als het de sporen binnen krijgt door geïnfecteerd hout te eten. 

### Schimmels

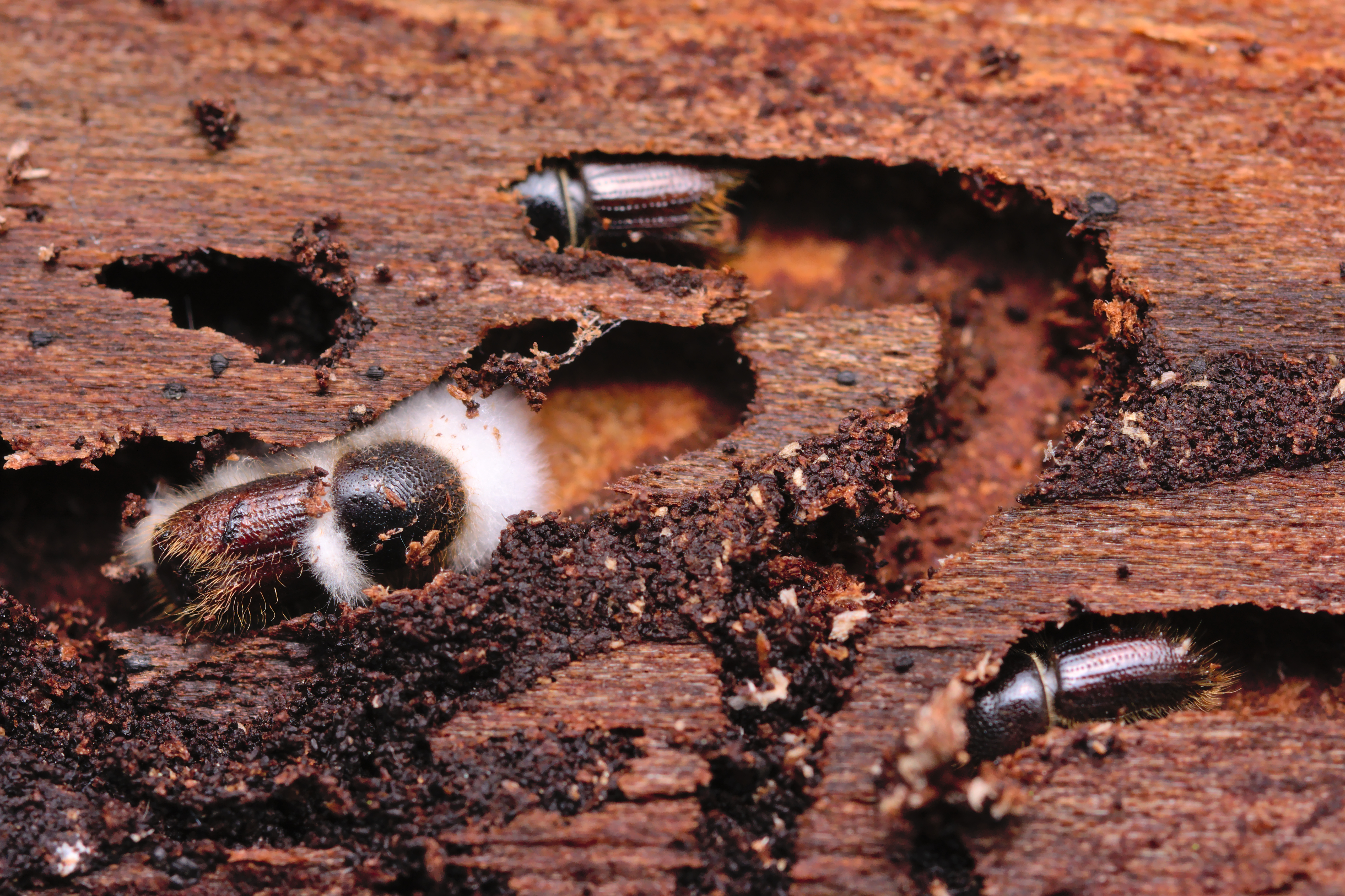
De kever aan de linkerzijde is aangetast door een schimmel.

Op de letterzetter kunnen tientallen schimmels worden aangetroffen bij exemplaren die in winterslaap zijn. De meeste hiervan zijn commensaal en zijn slechts onschuldige bodemschimmels. De soort Beauveria bassiana echter kan de kever aantasten en ten gronde richten. Deze schimmel tast ook andere kevers aan en wordt gebruikt als biologisch insecticide. Van sommige schimmels is bekend dat ze een samenwerkingsverband lijken te hebben met de kever, wat symbiose wordt genoemd. Zie ook onder het kopje Economische schade. 

### Predatoren
Vijanden van de kever zijn voornamelijk vogels zoals boomklevers uit het geslacht Sitta, verschillende soorten spechten en echte boomkruipers (Certhiidae). Deze vogels maken zowel de volwassen kevers als de larven buit. Met name de drieteenspecht (Picoides tridactylus) is een geduchte vijand die populatiegroottes van de letterzetter negatief kan beïnvloeden.
Daarnaast wordt de letterzetter gegeten door verschillende rovende insecten, zoals kevers uit de familie glanskevers (Nitidulidae) en de mierkever (Thanasimus formicarius). Deze legt haar eieren af in de buurt van de eieren en larven van de letterzetter waarna deze worden opgegeten. Ook verschillende vliegen jagen op de kever. De slankpootvlieg Medetera signaticornis is eveneens een belangrijke vijand van onder andere de letterzetter. De vrouwtjes zetten hun eieren af op geïnfecteerde bomen waarna de uitgeslopen larven de keverlarven opsporen en vervolgens buitmaken.

## Economische schade

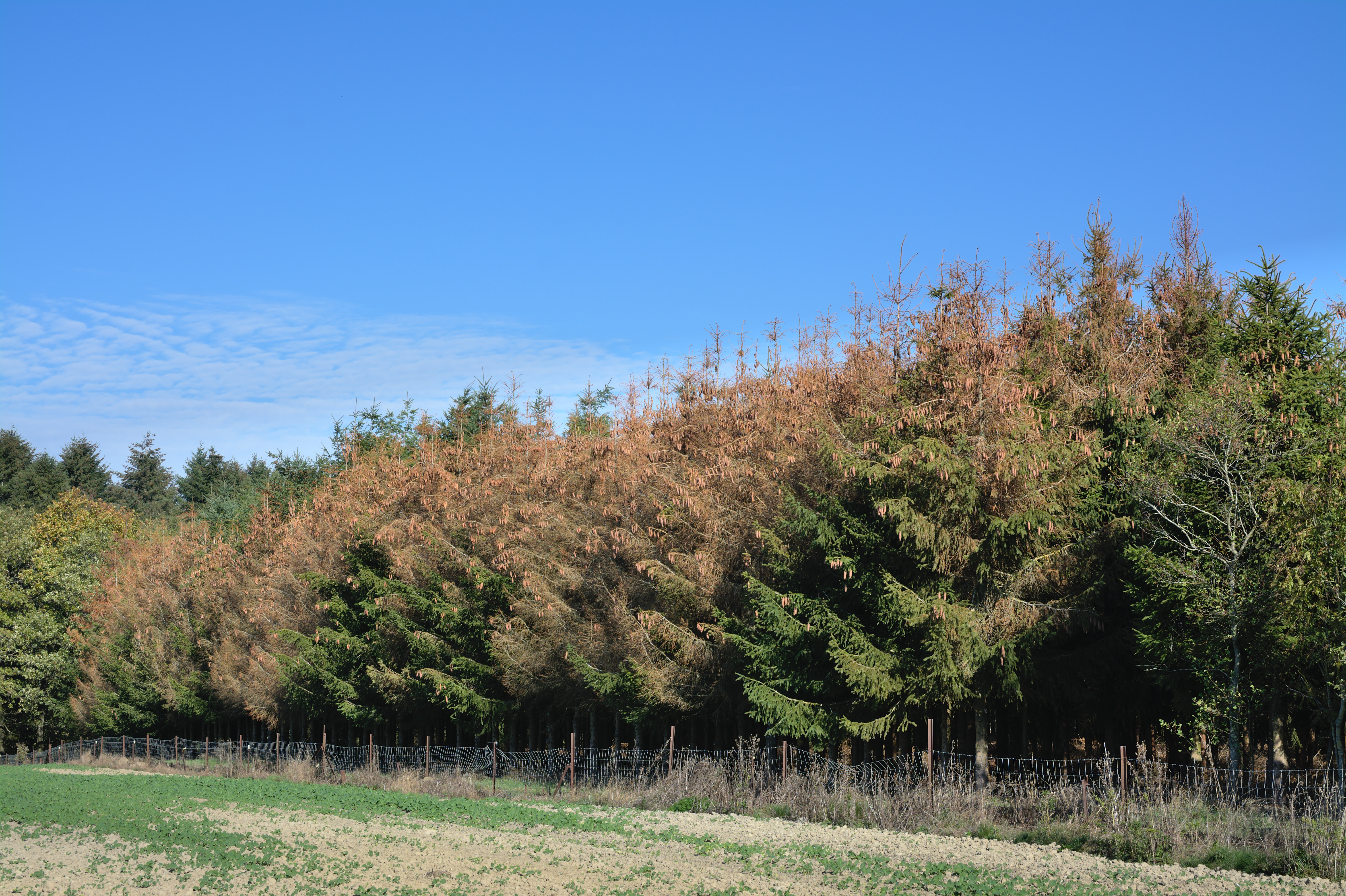
Aantasting van een bos nabij de Belgische plaats Florennes

Door de internationale handel in bomen en hout voor bijvoorbeeld de houtverwerkende industrie en biomassacentrales worden grote hoeveelheden hout over de gehele wereld getransporteerd. In landen waar de kever niet van nature voorkomt wordt er alles aan gedaan om dat vooral zo te houden. In Canada en Zweden en andere Europese landen is de letterzetter een groot probleem in de bosbouw. 
Ook in de Verenigde Staten komen veel Ips-soorten voor, waartoe ook de letterzetter behoort. De gevolgen van de introductie en permanente vestiging van deze specifieke soort is echter ongewis en mogelijk kan de kever zorgen voor een ecologische ramp. Van 1985 tot 2000 werd in de Verenigde Staten 286 keer hout onderschept dat was besmet met de letterzetter.
De letterzetter komt vooral voor op sparren, in het bijzonder op de fijnspar, maar kan andere boomsoorten aantasten. In Engeland komt voornamelijk de sitkaspar (Picea sitchensis) voor. Deze wordt in het Verenigd Koninkrijk veelvuldig aangeplant als natuurbos en in de bosbouw omdat deze boomsoort beter bestand is tegen een vochtiger klimaat. Als de letterzetter zich hier vestigt, samen met de aan de kever verbonden schimmels, kan dit grote gevolgen hebben voor de economie. In de sparrenbosbouw en de houtverwerkende industrie gaan vele honderden miljoenen ponden en duizenden mensen zijn ervan afhankelijk voor hun inkomen. Onder andere boomkwekerijen, bosbeheerders, transporteurs, zagerijen, houtverwerkende bedrijven en meubelmakers zouden de gevolgen merken als de kever zich definitief vestigt in dergelijke landen. 
In december 2018 werd in het Verenigd Koninkrijk een infestatie van de kever aangetroffen in het graafschap Kent (graafschap), wat tot enige paniek leidde. In delen van zuidelijk Engeland werden vallen uitgezet en werden verzwakte bomen preventief opgeruimd om een verdere verspreiding te voorkomen.
Een kever die wat betreft de ecologische schade aan bossen te vergelijken is met de letterzetter is de Noord-Amerikaanse soort Dendroctonus ponderosae die een enorme schade kan veroorzaken in bossen in de Verenigde Staten en Canada. Deze soort is uiterlijk echter gemakkelijk te onderscheiden door het ontbreken van kammen aan de dekschilden. 

### Symbiose met schimmels
Er is een sterk vermoeden dat een aantal schimmels profiteert van de kever en andersom, wat zou kunnen duiden op een symbiotische relatie. Een voorbeeld hiervan zijn schimmels uit het geslacht Heterobasidion en de schimmelsoorten Endoconidiophora polonica en Ceratocystis polonica.. Deze schimmels veroorzaken stamrot en wortelrot bij sparren. 
De schimmels tasten hierbij de sapstroom en tevens de harsstroom van de bomen aan en maakt ze gevoeliger voor wind- en sneeuwschade. Dit maakt de aangetaste bomen aantrekkelijker voor de kever omdat de bomen verzwakt raken en minder hars produceren. De schimmel wordt vervolgens verspreidt door de kever zodat nieuwe bomen kunnen worden aangetast. In een onderzoek waarbij 442 bomen werden onderzocht bleek dat 75% van de door de schimmel geïnfecteerde bomen ook waren aangetast door de letterzetter.

## Bestrijding

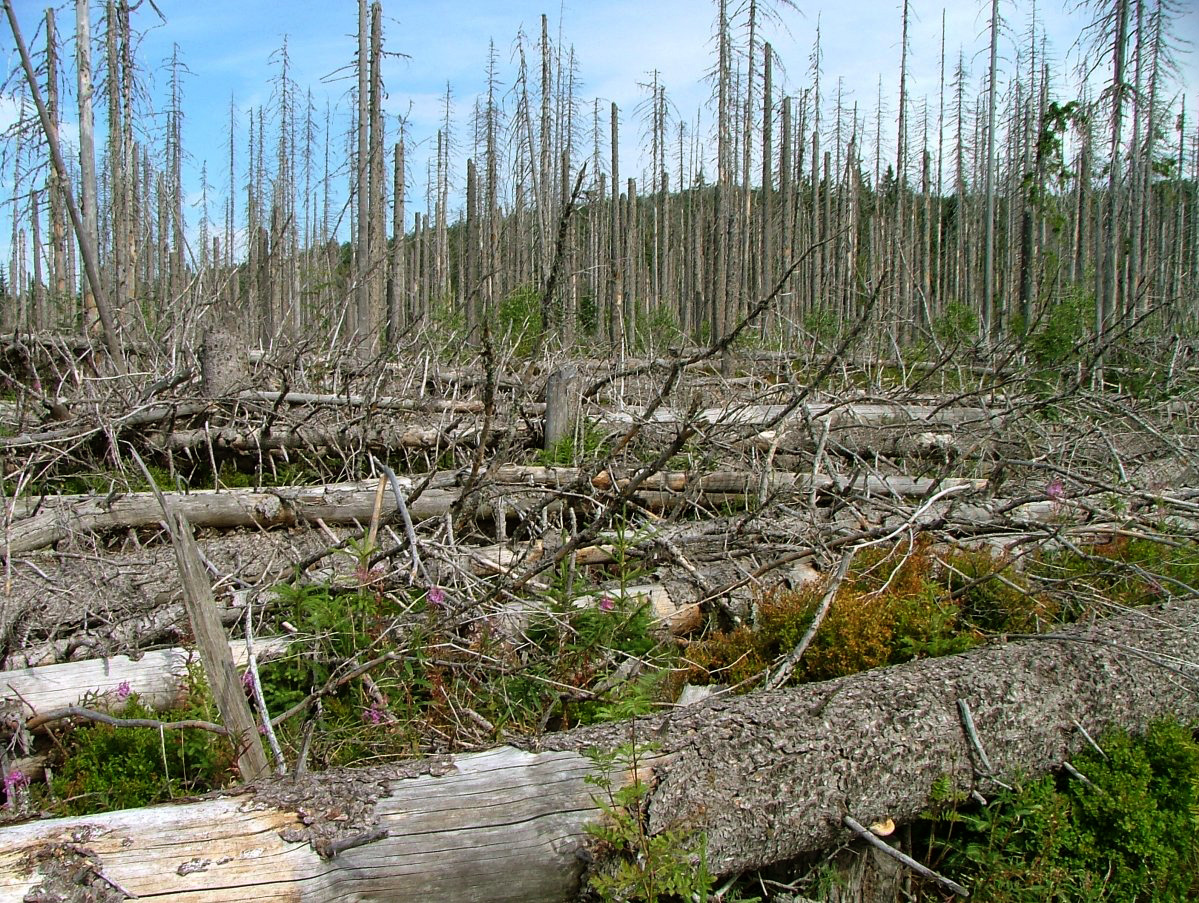
Aangetaste fijnsparren in het Nationaal Park Bayerischer Wald

De bestrijding van de letterzetter begint met de opsporing ervan, de detectiemethoden worden steeds gespecialiseerder. Het bestrijden van de kever kan op verschillende manieren plaatsvinden, variërend van het kappen van besmette bomen tot het lokken van de dieren met vallen. 

### Detectie
Een besmetting van de kever kan visueel worden vastgesteld op basis van de ingangen van de tunnels in de stam van de boom en door de aanwezigheid van uitwerpselen (frass genoemd) aan de voet van de boom. Ook vergeelde boomtoppen, het afvallen van de naalden, losse schors en de aanwezigheid van veel spechten kunnen duiden op een besmetting met de kever. Er zijn echter meerdere keversoorten die tunnels in bomen maken zodat nader onderzoek moet uitwijzen om welke soort het precies gaat. 
In Zweden liep van 2011 tot 2013 een onderzoek om met honden de letterzetter op te sporen om deze sneller te bestrijden. Hondenteams bleken veel efficiënter te zijn dan mensen die slechts visuele inspecties kunnen uitvoeren om de kever te detecteren.

### Ontbasting en kaalslag
De kever kan bestreden worden door bomen die tekenen van besmetting vertonen te ontdoen van hun schors zodat de larven zich niet verder kunnen ontwikkelen. Ook kan kaalslag worden toegepast, waarbij alle besmette bomen geheel worden verwijderd. Een nadeel hiervan is dat ook alle andere soorten die op de bomen leven, zoals (korst)mossen en algen hierdoor verdwijnen. Het verwijderen van dood hout heeft daarnaast ook een negatieve invloed op andere dieren en planten die hiervan leven. In de praktijk is gebleken dat een aangetast bos -zonder kaalslag- na verloop van tijd geheel kan herstellen maar in het geval van kaalslag daarbij wel vertraging oploopt omdat hierbij ook andere soorten zich moeten assimileren.
Zowel het ontdoen van de boombast als het toepassen van kaalslag is relatief duur. De gebieden moeten regelmatig intensief geïnspecteerd worden op de aanwezigheid van de kever en het afgevoerde hout wordt beschouwd als besmet en mag niet zomaar vervoerd worden. 

### Feromonen
Het gebruik van feromoonvallen wordt de laatste decennia steeds meer toegepast bij plaaginsecten daar deze stoffen steeds beter onderzocht worden. Daarnaast kunnen dergelijke complexe verbindingen worden gesynthetiseerd. Bij het gebruik van feromoonvallen kunnen duizenden kevers worden gevangen in vallen die lokstoffen bevatten. Dergelijke lokstoffen zijn onder andere methylbutenol, cis-verbenol en ipsdienol, deze laatste is zelfs naar het kevergeslacht Ips vernoemd. Uit sommige onderzoeken blijkt dat het gebruik van feromonen zeer efficient is maar andere onderzoeken geven aan dat er weinig tot geen verschil te meten is.